# Karimou Djibrill
Karimou Djibrill  est un footballeur franco-togolais né le 6 juin 1933 à Lomé (Togo français) et mort le 3 juillet 2019,. 
Il a évolué comme attaquant et a remporté entre autres le doublé Coupe-Championnat avec Monaco en 1963.

## Carrière
- 1951-1957 :  Étoile Filante de Lomé
- 1957-1958 :  SO Millau
- 1958-1965 :  AS Monaco (en Division 1)
- 1965-1968 :  Sporting Toulon Var (en Division 2)
- 1968-1969 :  La Ciotat[3]

## Palmarès
- Champion de France en 1961 et 1963 avec l'AS Monaco
- Vainqueur de la Coupe de France en 1963 avec l'AS Monaco
- Vice-Champion de France en 1964 avec l'AS Monaco

## Statistiques
- 185 matches et 42 buts en Division 1
- 91 matches et 32 buts en Division 2
- 6 matchs et 1 but en Ligue des Champions

## Source
- Marc Barreaud, Dictionnaire des footballeurs étrangers du championnat professionnel français (1932-1997), L'Harmattan, 1997. cf. fiche du joueur page 239.